# ともに生きる
ともに生きる（ともにいきる）は、NHKラジオ第2放送で1994年4月10日から2012年4月1日まで放送していた福祉に関する情報番組である。NHK大阪放送局の制作だった。
テレビ番組の『バリバラ〜障害者情報バラエティー〜』（Eテレ）と連動する形の『バリバラR』に発展・移行した。

## キャスター
- 長崎圭子

## 関連番組
- きらっといきる